# Брасид
Брасид (др.-греч. Βρασίδας, ум. 422 год до н. э.) — один из лучших спартанских полководцев периода Пелопоннесской войны. Отличился в первый раз, заставив в 431 году до н. э. афинян отказаться от нападения на Мефону в Мессении. В 429 году до н. э. был помощником наварха Кнема.

## Биография
Сын Теллида (Τέλλις), главнокомандующего, и Аргилеониды.
Благодаря успеху в Мессении приобрёл полное доверие со стороны своих сограждан. Поэтому, когда спартанцы, после неудач при Пилосе и на острове Сфактерия решили отвлечь внимание афинян от Пелопоннеса нападением на их колонии на Стримоне, они назначили Брасида начальником небольшого войска. Брасид со своим отрядом быстро прошёл в 424 до н. э. через Грецию и Фессалию и неожиданно появился в Македонии, царь которой Пердикка II был в союзе со Спартой.
Благодаря дару убеждения он привлёк многие города на сторону Спарты и среди прочих богатую колонию Амфиполь. Афиняне, опасаясь больших потерь, стали предлагать Спарте мир, а в 423 до н. э. действительно было заключено перемирие на год. Однако не прошло и несколько дней, как в Афины была принесена весть об отделении города Скиона. Поскольку Спарта отказывалась вернуть этот город на том основании, что он раньше отделился, чем в Македонию пришло известие о заключении перемирия, то афиняне решили вновь начать войну. Одновременно от афинян отпала также и Менда. Пока Брасид вместе с Пердиккой II совершал поход против линкестийцев, афиняне завоевали снова Менду и обложили Скиону. Брасид не смог им помешать.
Он сделал тогда неудачную попытку овладеть Потидеей и должен был затем оставаться в бездействии. Между тем (422 до н. э.) афиняне послали в Македонию войско под руководством Клеона, который уступал энергичному, благородному Брасиду. Он завоевал много городов, а затем решил дать битву при Амфиполе. В этой битве афиняне потерпели поражение, потеряв всю Халкидику, но в сражении погибли оба полководца — и Брасид, и Клеон.

## В произведениях искусства
В компьютерных играх
- В игре Assassin’s Creed Odyssey по сюжету протагонист встречает в городе Коринф сильного и храброго солдата спартанца которого зовут Брасид. Сам же Брасид говорит, что прибыл в этот город, чтобы выполнить задачу, которую получил от Спарты. Его задача убить Дельца, местного разбойника и лидера банды разбойников, которые практически контролируют весь город, а сделать это нужно, потому что Коринф присоединился к союзу с Спартой. Подобно историческому прототипу, Брасид участвует в битве на острове Сфактерия и в битве при Амфиполе, во второй из которых погибает.